# Cresta di Brouillard
La Cresta di Brouillard (Arête du Brouillard in francese) è un insieme di cime situate nella parte meridionale italiana del Massiccio del Monte Bianco.

## Toponimo
Sebbene Brouillard in  francese significhi "nebbia", l'abbé Joseph-Marie Henry svela che il toponimo è frutto di una storpiatura del termine francoprovenzale breuil, che in patois valdostano indica un ripiano lacustre e paludoso di alta montagna, come per il Breuil. Il termine broillà, da cui deriva il nostro Brouillard indica quindi un monte con molti breuils.

## Delimitazioni
Ruotando in senso orario il gruppo è limitato da: Col Émile Rey (4.027 m), Ghiacciaio del Brouillard, Val Veny, Ghiacciaio del Miage, Ghiacciaio del Monte Bianco.

## Classificazione
Secondo la SOIUSA la Cresta di Brouillard è un settore di sottogruppo ed ha la seguente classificazione:
- Grande parte = Alpi Occidentali
- Grande settore = Alpi Nord-occidentali
- Sezione = Alpi Graie
- Sottosezione = Alpi del Monte Bianco
- Supergruppo = Massiccio del Monte Bianco
- Gruppo = Gruppo del Monte Bianco
- sottogruppo = Contrafforti italiani del Monte Bianco
- settore di sottogruppo = Cresta di Brouillard
- Codice = I/B-7.V-B.2.c/b

## Cime principali

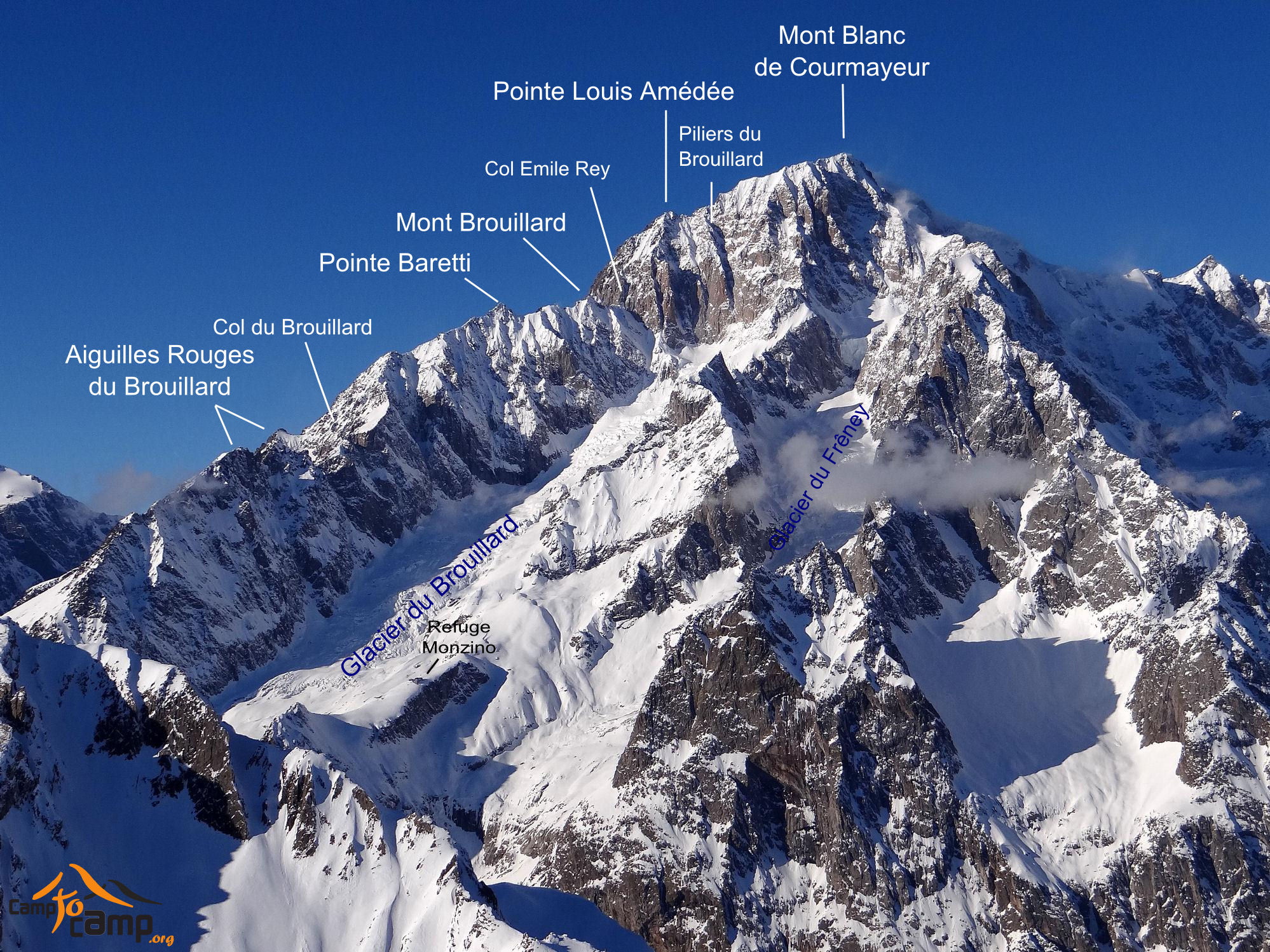
La cresta di Brouillard d'inverno, con l'indicazione dei nomi delle montagne che la compongono

Le montagne principali della cresta sono:
- Picco Luigi Amedeo - 4.470 m
- Monte Brouillard - 4.069 m
- Punta Baretti - 4.006 m
- Aiguilles du Brouillard - 3.364 m.

## Alpinismo
Una grande classica di salita al monte Bianco è l'integrale della Cresta di Brouillard che partendo da Plan Veny (1.565 m) conduce fino in vetta al tetto d'Europa.